# Augusto Monterroso
Augusto Monterroso (ur. 21 grudnia 1921 w Tegucigalpa, Gwatemala, zm. 7 lutego 2003 w Meksyku) – pisarz gwatemalski.

## Twórczość
- Obras completas (1959);
- La oveja negra y demás fábulas (1969);
- Movimiento perpetuo (1972);
- Lo demás es silencio (1978);
- Viaje al centro de la fábula (1981);

- La letra e: fragmentos de un diario (1987);
- Los buscadores de oro (1993);
- Pájaros de Hispanoamérica (1998);
- Literatura y vida (2001);
- El dinosaurio.